# ژورا مامیان
ژورا هاروتیونی مامیان (ارمنی: Ժորա Հարությունի Մամյան؛ زادهٔ ۴ سپتامبر ۱۹۳۱) یک  سیاستمدار اهل ارمنستان است که از تاریخ ۱۹۹۰ تا تاریخ ۱۹۹۵ سمت نمایندگی دوره اول شورای عالی جمهوری ارمنستان را برعهده داشت.

## زندگی‌نامه
در 	۴ سپتامبر ۱۹۳۱ ‏در ارمنستان به دنیا آمد . 